# Banco de Crédito Popular e Agrícola de Bela Aliança
Banco de Crédito Popular e Agrícola de Bela Aliança foi uma instituição financeira com sede no antigo distrito de Bela Aliança, então pertencente ao município de Blumenau e antigo nome da atual cidade de Rio do Sul, em Santa Catarina.
Fundado em 24 de maio de 1928 por iniciativa de Ermembergo Pellizzetti, o Banco de Crédito Popular e Agrícola de Bella Alliança (antiga grafia)  foi uma maneira de contornar os problemas de financiamentos aos produtores rurais e também criar uma cooperativa de crédito para fortalecer o comércio e a agricultura local. 
Em 1936 o Bela Aliança foi encampado pelo Banco Indústria e Comércio de Santa Catarina (INCO) de Itajaí, que por sua vez foi adquirido pela Bradesco na década de 1960.